# Eschentzwiller
Eschentzwiller is een gemeente in het Franse departement Haut-Rhin in de regio Grand Est. De gemeente maakt deel uit van het arrondissement Mulhouse en sinds 22 maart 2015, toen het kanton Habsheim waar Eschentzwiller deel van uitmaakte werd opgeheven, van het kanton Brunstatt, dat sinds 2021 kanton Brunstatt-Didenheim heet.De gemeente telde 1.510 inwoners op 1 januari 2022.

## Geografie
De oppervlakte van Eschentzwiller bedraagt 3,19 vierkante kilometer; Op 1 januari 2022 was de bevolkingsdichtheid 473,4 inwoners per km².

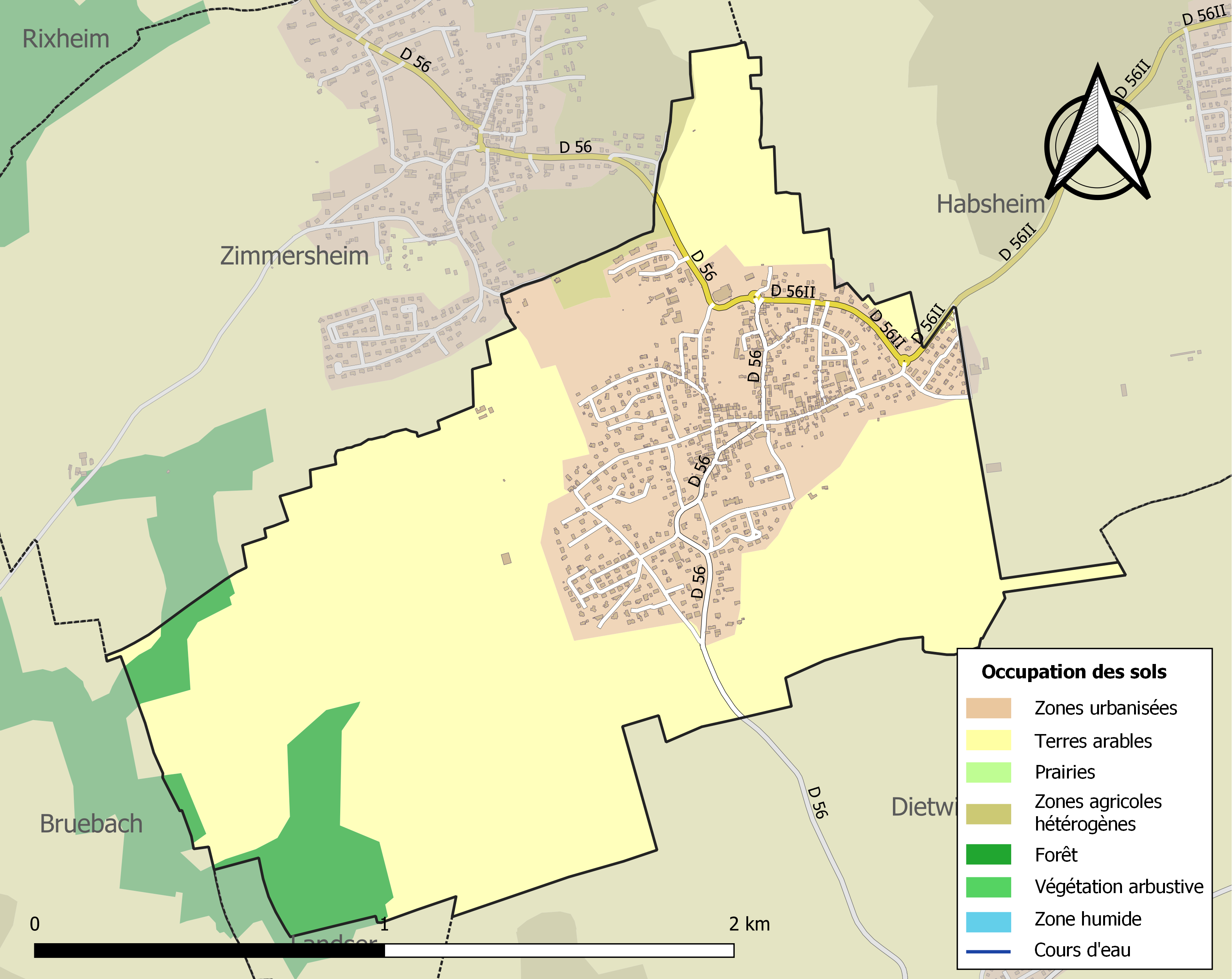
Kaart van de gemeente met de belangrijkste infrastructuur, bodemgebruik en omliggende gemeenten

## Demografie
Onderstaande figuur toont het verloop van het inwonertal.
Bartenheim · Brinckheim · Bruebach · Brunstatt-Didenheim · Dietwiller · Eschentzwiller · Flaxlanden · Geispitzen · Helfrantzkirch · Kappelen · Kembs · Kœtzingue · Landser · Magstatt-le-Bas · Magstatt-le-Haut · Rantzwiller · Schlierbach · Sierentz · Steinbrunn-le-Bas · Steinbrunn-le-Haut · Stetten · Uffheim · Wahlbach · Waltenheim · Zaessingue · Zillisheim · Zimmersheim